# Caça menor
La caça menor és la que s'adreça a espècies més petites, com el conill, la llebre, el teixó, el talp, la guineu i el gat mesquer entre els mamífers, i la perdiu, la guatlla, el tudó, la becada, els ànecs i gran varietat de moixons entre els ocells. A l'estat espanyol, la distinció entre caça menor i caça major es defineix per l'article 4 de la llei de 1970 sobre la caça.
La caça és sotmesa a diferents limits legals: només es poden caçar espècies autoritzades, dites «cinegètiques» i en el període de caça autoritzada. Aquest període a Catalunya generalment corre de mitjan octubre fins a mitjan febrer, però es pot canviar en funció factors particulars la població, sanitàris, meteorològics. L'organització és una competència de les autonomies, dins dels límits internacionals, de l'estat i de la Unió Europea, entre d'altres sobre les espècies protegides o amenaçades.
Segons els Ministeri d'agricultura, la caça seria un dels principals motors de l'economia rural a l'estat espanyol. El 2018, el valor econòmic de la caça menor per a tot l'estat s'estima a 11,3 milions d'euros per als mamífers i 15,1 milions d'euros per als ocels, sobre un total de 84,1 milions d'euros (caça menor i caça major).

## Mètodes de caça
La caça menor se sol efectuar a peu i amb l'auxili d'un gos coniller, rastrejador, perdiguer i molts altres. La caça a l'espera o a l'aguait sol tenir per escenari les ribes fangoses dels rius, llacunes i llacs, on les aus, especialment els ànecs, es presenten a la recerca d'aliment o durant les migracions. Allà, el caçador, amagat entre les canyes i el fullatge, espera la presa; de vegades imita el cant de l'ocell (reclam) per atreure-la. A la caça a la ullada, els caçadors disparen sobre els animals que passen davant seu en ser aixecats i assetjats per gossos o observadors.
A Catalunya es disputen campionats territorials i autonòmics de «caça menor amb gos».

## Impacte mediambiental
El paper de la caça menor per a mantenir l'equilibri entre les poblacions de diferents espècies es subjecte de discussió. El plom, un metall pesant tòxic encara utilitzat per als perdigons de les cartutxes primer pol·lueix les zones de caça i segon poden deixar petites partícules que es distribueixen a través dels teixits de l'animal, amb independència de la manera de cocció. El 2019, el volum de plom perdut al medi ambient per a la caça (major i menor) i la pesca s'estima a Europa entre 21.000 i 27.000 de tones cada any –de les quals 5000 només per a la caça– i forma un risc major per a la fauna silvestre. Sobretot el ocells confonen els perdigons perduts amb grans o les petites pedres que mengen per triturar els aliments i així entren en la xarxa tròfica. N'hi ha prou amb un únic perdigó per enverinar una au aquàtica petita. La nova normativa Reach prohibeix el plom en munició d'ús civil que hauria d'entrar en vigor el 2020. La Reial Federació Espanyola de Caça (RFEC) s'oposa a aquesta nova normativa.